# Rogosna (Fluss)
Die Rogosna (russisch Рогозна) ist ein 25 km langer, rechter Nebenfluss des Seim im Westen des europäischen Teils Russlands im Rajon Prjamizyno, Oblast Kursk.
Er entspringt im Süden der Mittelrussischen Platte in der Nähe des Dorfes Pozdnjakowa. Der Fluss mündet gegenüber dem Dorf Maljutina.
Das Einzugsgebiet der Rogosna umfasst 225 km². Der wichtigste Ort an diesem Fluss ist das Dorf Bolschoje Dolschenkowo.